# Île Killisnoo
L'île Killisnoo est une petite île de l'archipel Alexandre, au sud-est de l'état d'Alaska aux États-Unis. 
Elle est située en face de la côte centre-ouest de l'île de l'Amirauté, au sud d'Angoon.
En 1878, la Compagnie du Nord-Ouest y a établi un comptoir commercial et une station de chasse à la baleine, où les habitants de l'île travaillaient. La création de l'école et de l'église russe orthoxe ont attiré de nombreux Tlingits qui sont venus s'y établir.
En 1882, la première pêcherie de hareng a été ouverte et les premières conserveries y ont été établies.